# Antiblemma notiaphila
Antiblemma notiaphila là một loài bướm đêm trong họ Erebidae.